# Иван Бонев
Иван Кръстев Бонев (Витан) е български интербригадист, партизанин, офицер от БНА, член на БКП.

## Биография
Иван Бонев е роден на 26 януари 1909 г. в Кнежа, тогава в Царство България. Има завършен IV клас. Член е на РМС от 1930 г., а на БКП (т.с.) – от 1932 г. В 1943 г. излиза в нелегалност и от 12 декември е партизанин, организатор и командир на Шопски партизански отряд. От 6 септември 1944 година ръководи група от няколко партизани, която осигурява физическа охрана на дома на Кимон Георгиев, използван като щаб за подготовката на Деветосептемврийското въстание.
След 9 септември 1944 г. заема дипломатически и държавни длъжности (1959). През 1947 г. е помощник-комендант на столицата.